# Græsholm
Græsholm je danski otok u Baltičkom moru. Nalazi se 20 km sjeveroistočno od otoka Bornholma. Zajedno s otocima Frederiksø (4 ha) i Christiansøa (22 ha) čini skupinu otoka Ertholmene. Otok je nenaseljen, a na njemu obitavaju samo ptice.

## Vanjske poveznice
- Informacije o otoku

### Ostali projekti
|  | Zajednički poslužitelj ima još gradiva o temi Græsholm |